# Ambrosiusbrunnen

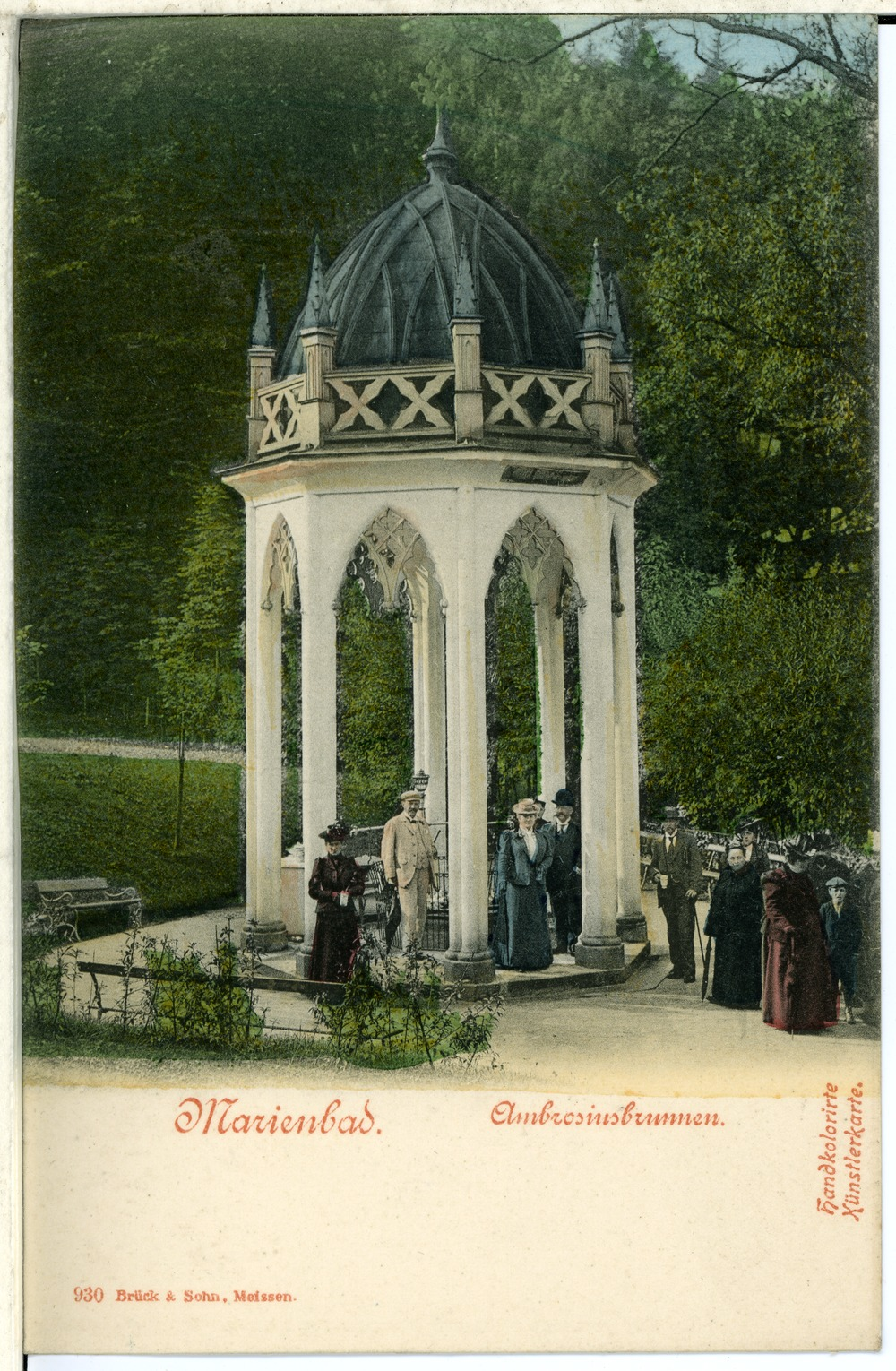
Das ehemalige Brunnenhäuschen

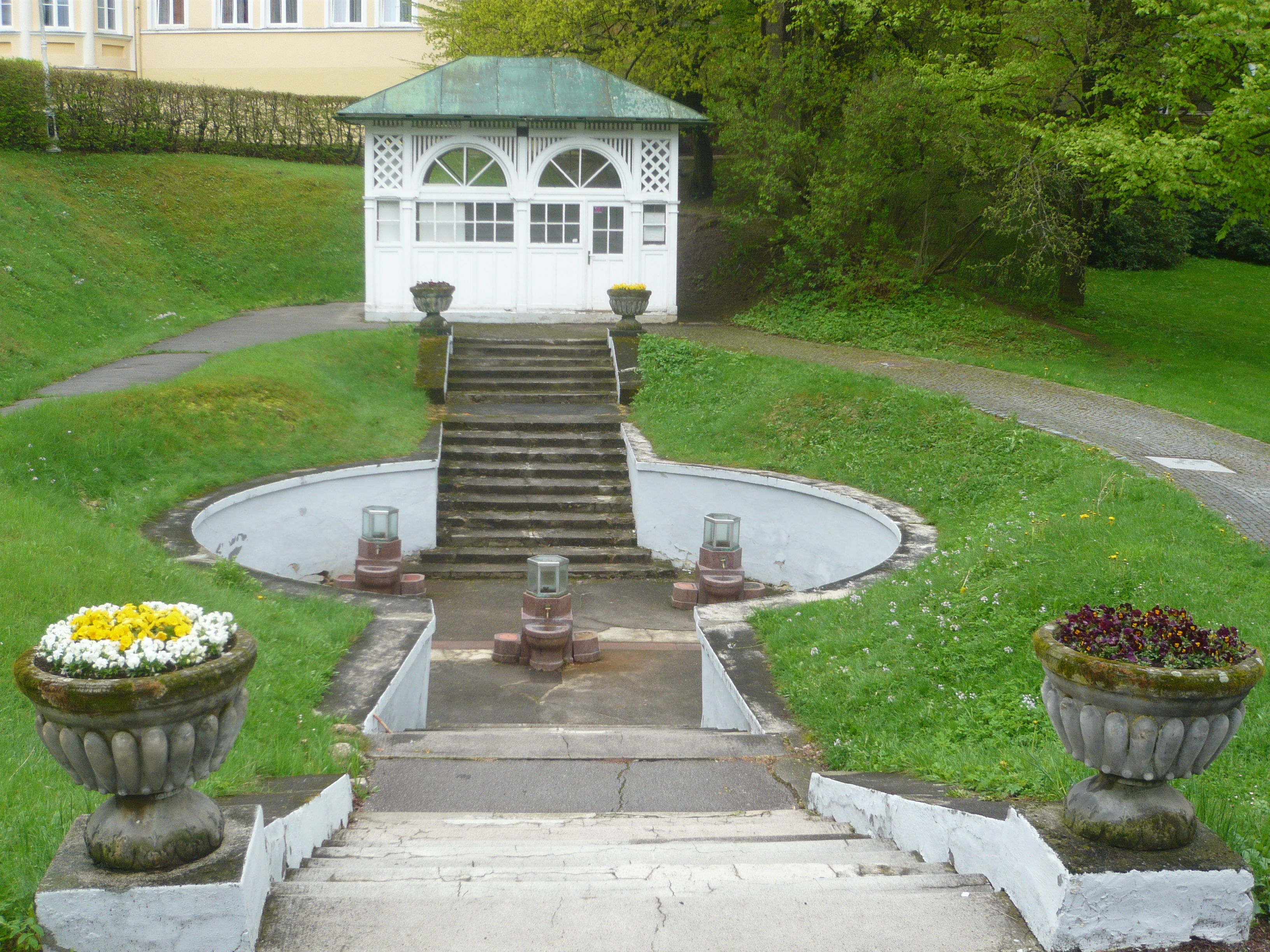
Die Ambrosiusquelle

Der Ambrosiusbrunnen ist eine der warmen Quellen in Marienbad in Tschechien. Er befindet sich in der Nähe der katholischen Kirche und hat einen Eisengehalt von rund 39 Milligramm pro Liter (mg/l). Das Wasser wird als Heilwasser getrunken und für Bäder benutzt. Die Ambrosiusquelle wurde 1807 gefasst und über ihr ein Brunnenhäuschen im neogotischen Stil errichtet, das nach dem Ersten Weltkrieg wegen Baufälligkeit abgerissen werden musste. Seit dem Fehlen des Brunnenhäuschens wird meist nur noch die Bezeichnung Ambrosiusquelle verwendet. Zum Teil wird die Quelle auch als Liebesquelle bezeichnet.